# Korean Confederation of Trade Unions
Korean Confederation of Trade Unions  (KCTU) (på koreanska 전국민주노동조합총연맹, Jeon-guk Minju Nodong Johap Chongyeonmaeng, på svenska: Koreanska Fackliga Samorganisationen) är en sammanslutning av fackföreningar i Sydkorea. Organisationen grundades 11 november 1995, och hade 573 490 medlemmar i 1 226 fackföreningar år 1999. KCTU har varit inblandade i ett flertal landsomfattande strejker, bland annat generalstrejken i Sydkorea 1996-97. Den 2 juli 2008 höll man en endagsstrejk mot regeringens nyliberala politik.